# جرب التفاح
جرب التفاح هو عدوى فطرية سببه (VENTURIA INAEQUALIS).يصيب التفاح وتظهر الأعراض على الأزهار والثمار والمجموع الخضري ويسبب خسائر كبيرة في المحصول نوعا وكما.
تبدأ إصابة الثمار بعد سقوط البتلات وتكون بشكل بقع ذات لون أخضر داكن سرعان ما تتحول إلى اللون الأسود. ويكون مركز المنطقة المصابة جافا متشققا ليعطي مظهر (الجرب).
ينتشر مرض جرب التفاح في جميع انحاء العالم، وتختلف شدة المرض من موسم إلى آخر وربما من منطقة إلى أخرى في نفس الموسم وذلك تبعاً لمدى ملاءمة العوامل البيئية لحدوث الإصابة خلال فصل الربيع وأوائل الصيف.
ويعتبر جرب التفاح من أخطر أمراض التفاح إذ أن الخسارة الناتجة عنه تفوق الخسائر الناتجة عن أي مرض آخر من أمراض التفاح، إذ تؤدي الإصابة به إلى انخفاض المحصول وتدني رتبة الثمار وانخفاض قدرتها التخزينية وإلى فقد المجموع الخضري للشجرة. ويحدث انخفاض المحصول نتيجة السقوط المبكر للثمار بسبب إصابة حواملها الثمرية بالمرض وبسبب تشويه الثمار وعدم انتظام واكتمال نموها. ويحدث الفقد في المجموع الخضري في حالات الإصابة الشديدة عندما تغطي بقع الجرب معظم سطح الورقة إذ يؤدي هذا الفقد في أغلب الأحوال إلى ضعف الشجرة الذي قد ينتج عنه فشل تكوين البراعم الزهرية، وربما فشل الحمل في الموسم التالي. هذا وتعتبر الخسارة الناتجة عن تدني رتبة الثمار وانخفاض قدرتها التخزينية الوجه الأعظم خطورة للمرض من قبل مزارعي التفاح.

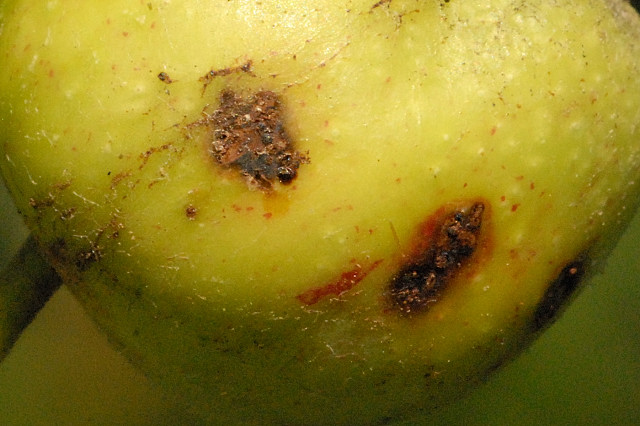
تفاحة مصابة بالجرب

## المسبب
يسبب المرض فطر ميكروسكوبي يسمى علمياً Venturia Inaequlis .
أولاً : طور التطفل Fusicladium:
وهو الطور الذي يرى عادة على الأوراق والثمار خلال موسم النمو، ويسمى أيضاً بالطور الناقص أو الطور اللاجنسي أو طور الجراثيم الصيفية، وهو الذي يسبب الإصابة الثانوية المتكررة خلال الموسم.
ثانياً : طور الترميم Venturia :
وهو الطور الذي يتكون على الأوراق منذ سقوطها عن الأشجار في الخريف وحتى أواخر الربيع، ويسمى أيضاً بالطور الكامل أو الطور الجنسي أو طور الجراثيم الشتوية، وهو الذي يسبب الإصابة الأولية للموسم القادم.
يبدأ الطور الثاني أي طور الترمم بدخول الفطر خلايا الميزوفيل في انسجة الورقة حيث يشكل فور دخوله شبكة من الهبقات البنية القاتمة التي تتولد عليها الأجسام الثمرة للفطر Perithecin التي تحوي بداخلها الأكياس الأسكية Ascus وتظهر الجراثيم الأسكية Ascuspores بوضوح داخل هذه الأكياس قبل بدء تفتح براعم التفاح في الربيع وتستمر في ظهورها ونضجها على مراحل مختلفة طيلة فترة تفتح البراعم الزهرية.
تبدأ الجراثيم الأسكية بالانطلاق من أكياسها عند بدء تفتح البراعم في الربيع وذلك عندما تتبلل الأوراق الساقطة تبللاً جيداً بالماء، تستمر في الانطلاق لمدة تتراوح من 4-10 أسابيع أي إلى مابعد سقوط البتلات بحوالي 2-3 أسابيع.
هذا وبالرغم من أن المسافة التي تنتقل بها الجراثيم بواسطة قوة الانطلاق لا تتعدى بضع ميللمترات إلا أن هذه المسافة تكون كافية لحملها إلى التيارات الهوائية التي تحملها بسبب صغر حجمها إلى مسافات بعيدة. وبعد أن تتوضع هذه الجراثيم على سطح العائل أي على الأوراق أو الثمار أو الفروع يبدأ طور التطفل حيث تنبت الجراثيم الأسكية عند توفر كمية كافية من الرطوبة تحفظ الجراثيم مبللة لفترة من الوقت تختلف باختلاف درجات الحرارة. وعند الإنبات تكون الجراثيم الأسكية تركيب شبيه بالوسادة (وسادة فطرية) يثبت نفسه بقوة على سطح العائل وينمو من أسفله أنبوبة شبيهة بالخطاف تمتد بين طبقة الكيوتيكل وخلايا البشرة مكونة صفيحة من الخلايا تنتشر منها هيفات المسيليوم بشكل شعاعي وينتج الفطر عندئذٍ مواد سامة أو أنزيمات تؤثر على الخلايا النباتية ومؤدية إلى ظهور بقع الجرب.
وتسمى الفترة التي تنقضي بين حدوث الإصابة وظهور الأعراض الظاهرية بفترة الحضانة Incubation Period والتي تختلف من 8-17 يوم وذلك تبعاً للرطوبة الجوية النسبية ودرجات الحرارة السائدة. ثم تتكون على البقع الجراثيم الكونيدية Conidiospores التي تعطي البقع المظهر المخملي. تبقى هذه الكونيديات ملتحقة بحواملها مادامت جافة، وعند حدوث التبلل تنفصل عن حواملها وتنتقل بواسطة الأمطار أو الرياح أو غيرها من الوسائل إلى الأوراق والثمار حيث أنبت كنبات الجراثيم الأسكية لتحدث الإصابة الثانوية، ويتكرر حدوث الإصابة بها على فترات مختلفة خلال فصل النمو. وكقاعدة عامة فإن حدوث العدوى والإصابة يتوقف في الطقس الدافئ الجاف، إلا أن الإصابة قد تتجدد ثانية خلال الطقس البارد في أواخر الصيف وأوائل الخريف إذ يؤدي مثل هذا الطقس إلى إعادة تنشيط ميسيلوم الفطر. وعند سقوط الأوراق في الخريف يدخل الفطر الأنسجة الداخلية للورقة مبتدئاً طور الترمم ليعيد دورة حياته من جديد.
هذا وقد يمضي فطر الجرب فترة الشتاء ضمن البثرات الموجودة على الأفرع الصغيرة والصورة رقم (4) تبين دورة حياة الفطر المسبب.

## الأعراض

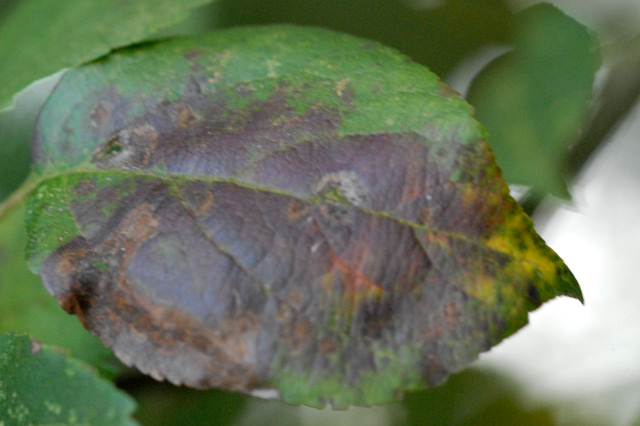
انتشار المرض على الورقة

- -بقع خضراء زيتونية داكنة اللون إلى حد ما. غير منتظمة الشكل. تتحول في النهاية إلى اللون البني نظرا لموت الأنسجة من النسيج الورقي المحيط بها، وبتقدم الإصابة تتحول البقع إلى اللون البني الغامق أو الأسود ذات المظهر المخملي.
- -سمك النسيج الورقي المجاور للبقع مؤدياً إلى انتفاخ بقعة الجرب، حيث يقابلها انخفاض مماثل على السطح الآخر للورقة قد يؤدي إلى تجعد نصل الورقة وربما تقزمها وتشوهها. وعند موت النسيج الورقي أسفل بقعة الجرب يظهر مكانه بقع بنية قاتمة مصحوبة عادة بنمو الفطر الأسود في مركزها.
- -تشوهات على السطح العلوي للأوراق تميل إلى الاستدارة ولها مظهر جربي يميل إلى اللون الأسود.
- - تشوهات في عنق الورقة. وتكون البقع في هذه الحالة متطاولة أم مشابهة لتلك الموجودة على نصل الورقة، وفي حالات الإصابة الشديدة للأعناق تصفر الأوراق وتسقط.
- -بقع زيتونية اللون على الثمار، شبيهة بتلك الموجودة على الأوراق إلا أنها تكون أكثر تحديداً منها. ثم تتحول البقع إلى اللون البني القاتم أو الأسود ذات المظهر القطيفي أو المخملي. ثم تفقد البقع هذا المظهر وتصبح فلينية الشكل نظراً لتكون طبقة فلينية في النسيج أسفل بقعة الجرب مؤدية إلى حدوث انتفاخ سرطاني ينتج عنه تمزق طبقة الكيوتيكل التي تغطي بقعة الجرب، وتظهر حواف هذه الطبقة الممزقة على شكل خيوط بيضاء ويأخذ مظهر التشقق الشكل النجمي.
- -في حالات الإصابة الشديدة يمكن أن يصبح كامل سطح الثمرة فليني الشكل وتحدث تشققات عميقة في الثمرة نتيجة النمو غير المتوازن ويتشوه شكل الثمار خاصة عندما تحدث الإصابة على جانب واحد من الثمرة كما هي الحالة عادة.
- -بقع على حوامل الثمرة مشابهة لتلك الموجودة على أعناق الأوراق، وقد تؤدي هذه البقع في حال كثرتها إلى سقوط الثمار وخاصة الصغيرة الحجم والصورة رقم 2 تبين الأعراض على الثمار.

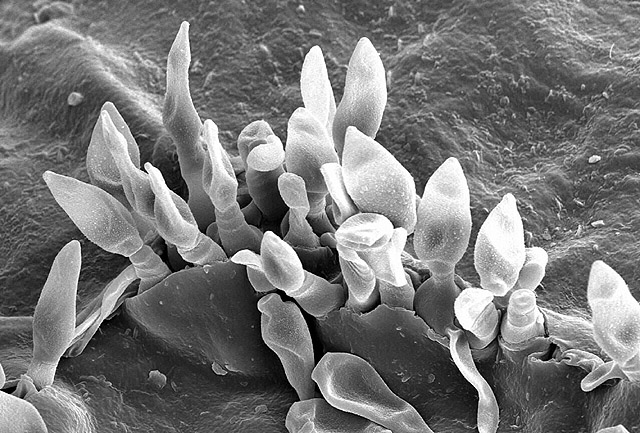
الغبيرة وانتشارها على الورق

ثالث : الأعراض على الفروع الحديثة:

## الوقاية
تتم الوقاية على النحو التالي:
1-حرق جمع الأوراق المتساقطة لكي لا تنقل العدوى إلى الاوراق الصحية.
2-طمر الأوراق المتساقطة بحراثة عميقة.
3-رش الأوراق المتساقطة على أرض البستان بمادة صوديوم داينترو كريسوليتSudium dinitroeresylate . الموجود تجارياً تحت اسم الجيتول Etgetol وكرينايت Krenite أو بمادة داينيتروالداينيترو. Dinetro- Secondary – Butylphenot Trithunol amine salt الموجود تجارياً تحت اسم Dn- 289 أو الجيتول Elgetol 318 أو بمبيدات كيماوية أخرى مثل البينوميل Benomyl والتيوفانات Thiophanates والتيابندازول Taiabendazole والبولة Urea .
3- إزالة الأفرع المصابة والتخلص منها وذلك بتقليمها عن الأشجار وجمعها وحرقها كما أنه لايجوز إلقاء مخلفات التقليم في البستان بل يجب جمعها وحرقها.
4-الإبقاء على مسافات مناسبة بين الأشجارعند زراعتها، وعدم زراعة الأشجار متزاحمة .
5-عدم زراعة أرضية البساتين بالخضراوات لكي لا تزيد نسبة الرطوبة حول الأشجار.
6- تقليم الأشجار بشكل مناسب لتكوين تهوية جيدة وعدم ترك الفروع على الأشجار متشابكة ومتزاحمة .
7- استخدام المطهر الفطري، بصورة مستمرة على أسطح أجزاء النبات المختلفة لوقايتها الإصابة .
8- رش الأشجار قبيل أو عند بدء تفتح البراعم.وفي طور البرعم الأخضر أي عند ظهور الأوراق الخضراء الصغيرة وقبل ظهور البراعم الزهرية.وكذلك الرش في طور البرعم الزهري أي عند ظهور البرعم الزهري وقبل بدء تفتح البتلات من براعمها.ويمكن الرش بعد سقوط 80% من بتلات الأزهار أي بعد العقد، أو عندما تصل الثمار إلى حجم حبة الحمص أي بعد أسبوعين من الرشة السابقة.

## العلاج
بالإضافة إلى الرش في المواعيد المبينة أعلاه فإنه من الضروري إجراء الرش بمطهر فطري علاجي في حال حدوث أية فترة عدوى خلال مواعيد الرشات الخمسة السابقة أو في أي وقت طيلة موسم النمو حتى إذا كانت الأشجار قد رشت قبل يومين فقط بإحدى الرشات الخمسة السابقة.
هناك عدد كبير من المطهرات الفطرية المستعملة لهذا الغرض ومنها :
- - المركبات الكبريتية:

يمكن استعمالها على عدة أصناف من التفاح، هذا وبالإضافة إلى فعاليتها في مقاومة الجرب والبياض الدقيقي (الرمد) ، فإنها تعطي بعض المقاومة للعناكب الحمراء، إلى أن فعالية هذه المركبات تكون قليلة نسبياً على درجات الحرارة المنخفضة، كما تسبب احتراق الأوراق وربما سقوطها في الأوقات الحارة خاصة على بعض الأصناف.
- - المركبات النحاسية:

يمكن استعمالها لمقاومة المرض، إلا أنها تسبب بعض الأضرار على الأشجار المرشوشة بها كاحتراق الأوراق وتقشب الثمار وربما سقوطها. وفي حال استعمالها فإنه ينصج بها للرشة الأولى والثانية فقط.
- -الكابتان:

تعتبر هذه المادة فعالة جداً في مقاومة جرب التفاح، كما أنها لاتؤدي إلى أية أضرار على الشجرة يمكن استعمالها بأمان خلال فترة الإزهار، وقد أدى استعمالها إلى محصول أعلى ونوعية ثمرية أفضل من تلك التي استعمل لها المركبات الكبريتية، إلا أنه لايقاوم البياض الدقيقي بل يمكن خلطه مع المركبات الكبريتية لمقاوم البياض. ويستعمل الكابتان للرش الوقائي. ويوجد بأسماء تجارية مثل كابتان ، أرثوسايد.
- - الدودين:

مركب فعال جداً في مقاومة جرب التفاح، وله خواص وقائية وعلاجية ممتازة للمرض ولذا يستعمل للرش الوقائي والعلاجي. ويوجد بأسماء تجارية مختلفة مثل دودين ، دوجوادين ، سيبركس ، ميلبركس، سيليت ، كاربين ، كلادكس وربما بأسماء أخرى.
- -الثيرام:

يمكن استعماله لمقاومة الجرب خاصة بعد الإزهار وتأثيره، وقائي ويوجد أيضاً تحت اسم أراسان ،تيرسان، بومارسول ونوميرسان.
- -مركبات عضوية أخرى:

هناك مركبات عديدة ثتبت فعاليتها في مقاومة المرض وتباع تحت أسماء تجارية مختلفة مثل ديثيانين الموجود تجارياً تحت اسم ديلانكول والرينيب والمانيب الدديثين م 45، ديثني ز78، سايرول بوليرام كومبي، ثيورام، فربام، فرمات، تيازان- كوبوكس، زدار، لوناكول، مانوران، مانات ...و أسماء أخرى كثيرة.
- - مركبات جهازية.ومن هذه المركبات :

ا-الدودين.
ب-البينوميل .
ج-مثيل تيوفانيت .
د-البافستين.
ه-التيانبدازول.
و-الترياريمول.

## وصلات خارجية
- Apple Scab - Venturia inaequalis
- Apple & Pear Scab